# Agnija Barto

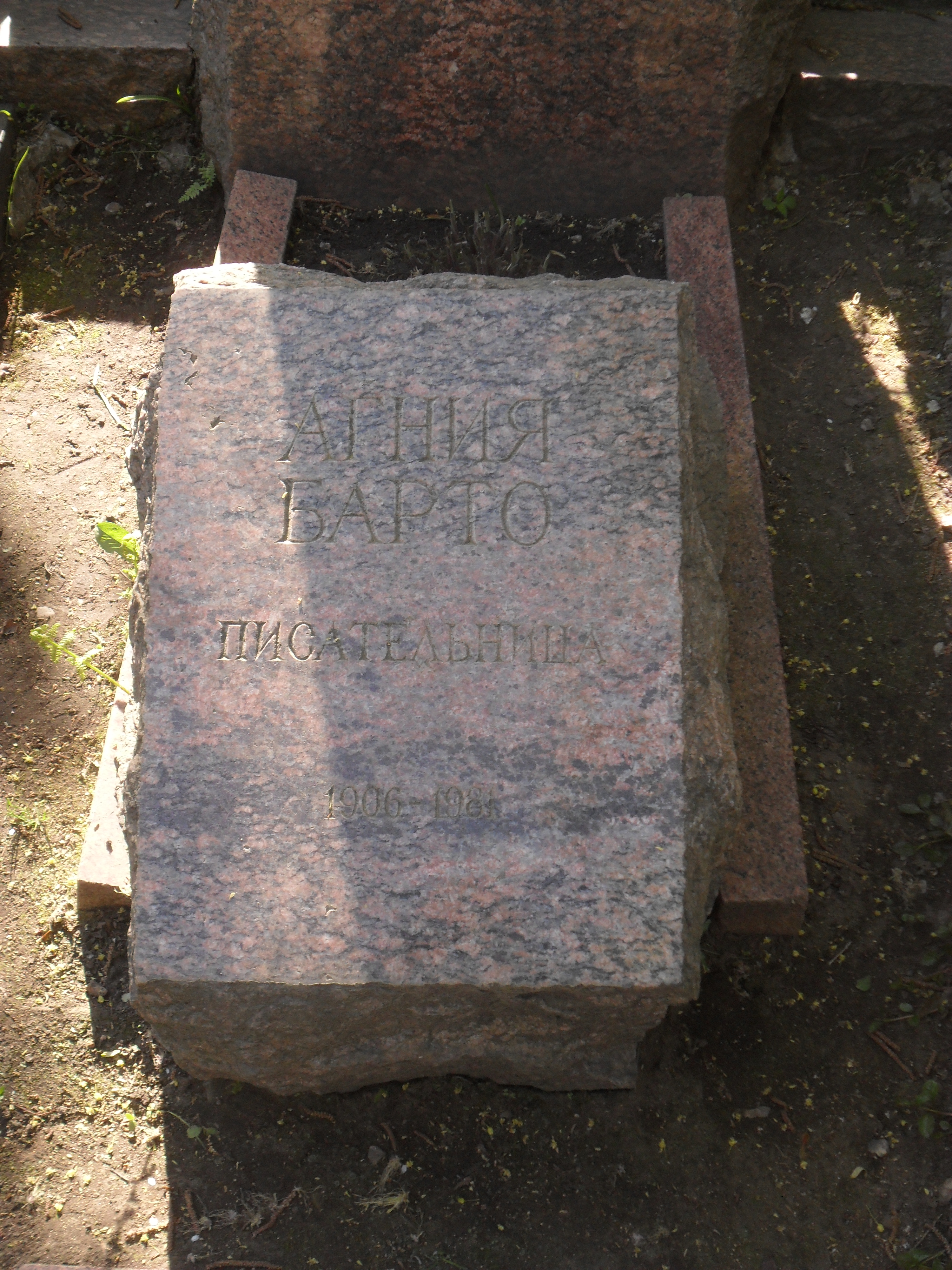
Grób Agniji Barto na Cmentarzu Nowodziewiczym w Moskwie

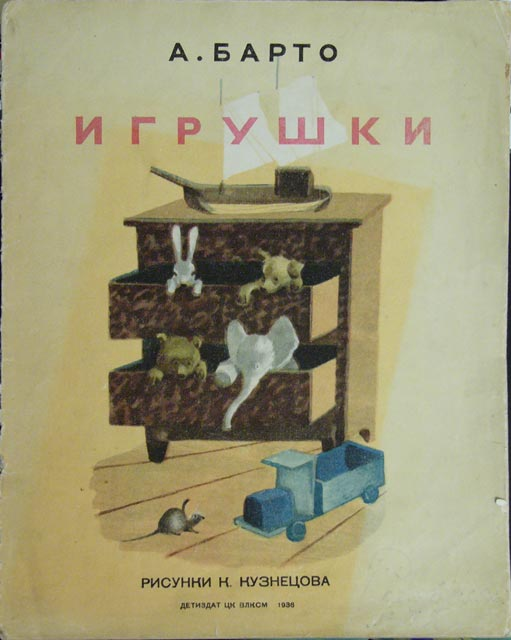
Okładka książki A. Barto pt. Zabawki. Rysunki K. Kuzniecowa (1936)

Agnija Lwowna Barto (ros. А́гния Льво́вна Барто́; ur. 1906 w Moskwie, zm. 1981 tamże) – radziecka poetka, autorka wierszy dla dzieci oraz scenarzystka. Stworzyła oryginalny typ liryki dziecięcej dostosowanej do psychiki dziecka najmłodszego. Także wiersze epickie, utwory dramatyczne i groteskowo-satyryczne.
Laureatka Nagrody Stalinowskiej. Odznaczona Orderem Uśmiechu. Pochowana na Cmentarzu Nowodziewiczym w Moskwie.

## Utwory
- Zabawki przeł. z jęz. ros. Maria Dolińska, Małysz 1978[4]

## Adaptacje filmowe
- 1983: Gil